# Thomas Dobrée (1810-1895)
Pour l’article homonyme, voir Thomas Dobrée (1781-1828).
Thomas Dobrée, né le 31 août 1810 à Nantes et mort le 3 octobre 1895 dans la même ville, est un collectionneur à l'origine du musée départemental Thomas-Dobrée. 
Bien que son nom d'état-civil soit « Jean Frédéric Thomas Dobrée », il est usuellement appelé par les mêmes nom et prénom que son père, l'armateur et négociant Thomas Dobrée (1781-1828). Les formes « Thomas I Dobrée » et « Thomas II Dobrée » sont parfois employées pour les distinguer.

## Biographie

### Origines
Originaires de Normandie, mais établis depuis le XVIe siècle à Guernesey, les Dobrée sont une famille protestante qui a participé pendant trois générations à la vie économique et politique de leur ville d'adoption.

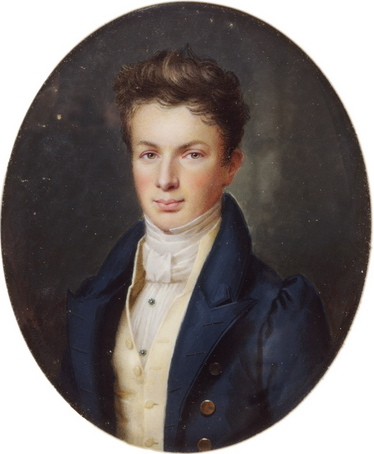
Portrait de Thomas Dobrée à 19 ans, réalisé par Pierre-Louis Bouvier (musée Dobrée).

Pierre Frédéric Dobrée, s'établit à Nantes au cours du XVIIIe siècle et y exerce une activité d'armateur. Cousin de Bonamy Dobrée, il est le négociant des lumières qui a lancé l'affaire familiale. Son fils, Thomas I, la fait grandir grâce à ses talents d'entrepreneur et d'innovateur. Il meurt en 1828, alors que son fils n'a que 18 ans.
Thomas II Dobrée suit sa scolarité au collège royal et y remporte un prix d'excellence de chimie en classe de philosophie en 1828. Il se trouve très jeune à la tête d'une immense fortune. Après la mort de son père, la direction de la maison Dobrée est assumée par sa mère Frédérique Möller, puis Thomas entre pour quelques années dans les affaires. Il devient également industriel en s'associant à Charles Bonamy et Gustave de Coninck dans une fabrique de savon à Rezé. 

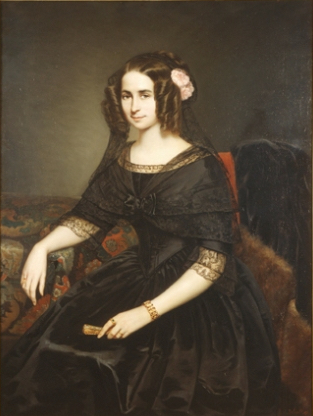
Portrait de son épouse, Jane Walsh.

Le 10 décembre 1836, il épouse à Nantes Jane Wilhelmina Walsh, née en 1814 en Irlande, qui décèdera avant lui. Au moment de son mariage, il est encore qualifié comme « négociant ». Jane Walsh est née le 20 août 1814 à Julianstown, comté de Meath, elle est la fille  de James Walsh, acquéreur du château du Port-Hubert (Sucé-sur-Erdre), et de Sophie Mathilde Slessor (elle-même fille du général John Slessor).
En 1838, il décide de consacrer sa fortune et sa vie à la « recherche et au culte du passé » ; au total, il fera l'acquisition de plus de 10 000 œuvres d'art.

### Le palais Dobrée
Au début des années 1860, il entreprend la construction d'une demeure destinée à accueillir ses collections ; cette construction doit prendre place sur le domaine de la Touche, situé un peu à l'ouest de la place Graslin. Il s'y trouve déjà un bâtiment médiéval, le manoir de la Touche (aussi dit manoir Jean V), anciennement résidence d'été des évêques de Nantes. 
En réponse à sa commande d'une vaste « maison romane », Viollet-le-Duc lui propose un château gothique. Dobrée construira finalement lui-même le palais qui porte son nom avec l'aide successive des architectes nantais Simon, Boismen, Chenantais et Le Diberder. La forme du bâtiment serait inspirée de celle de la châsse de Saint Calmin, émail limousin du XIIIe siècle, un des joyaux de la collection.
Pendant 34 ans, Thomas Dobrée a consacré 100 000 francs-or (254 000 €) par an à la construction de cette « folie ». Il ne l'a jamais habitée, la construction n'ayant été achevée qu'après sa mort.

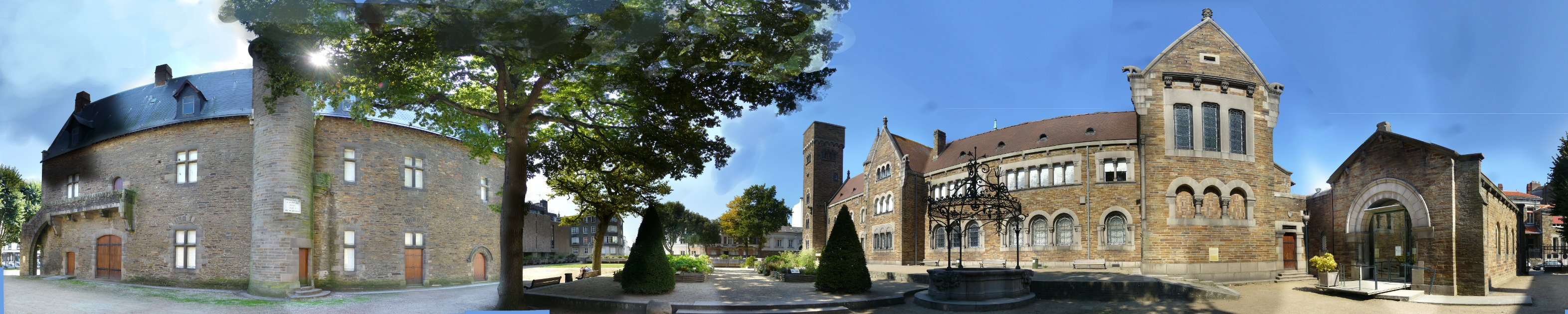
Le manoir Jean-, à gauche, et le palais Dobrée, à droite.

### Le Grand-Blottereau
En 1835, il fait aussi l'acquisition du domaine du Grand-Blottereau à Doulon, qu'il offre un an plus tard à celle qui est devenue son épouse. 
En 1848, la Compagnie des chemins de fer d'Orléans ampute la propriété au sud en la privant de sa vue imprenable sur la Loire au grand dam de Dobrée, ceci afin d'y construire la ligne de Tours à Saint-Nazaire qui passe à environ 200 mètres du château et sera inauguré en 1851. Cet inconvénient aura pour conséquence le fait que le Grand-Blottereau ne sera pas retenu pour servir comme éventuelle résidence impériale pour Napoléon III, lors de ses visites à Nantes pressentie pour devenir « ville impériale ».

### Les legs de Thomas Dobrée
En 1894, il lègue ses collections au Conseil général de la Loire-Inférieure. Le musée a ouvert ses portes en 1899.
En ce qui concerne le reste de sa fortune, il fait d'un ami, Hippolyte Durand-Gasselin (1839-1929), fils de l'architecte du même nom (1806-1888), son légataire universel. 
Il meurt âgé de 85 ans dans le domicile familial, au no 1 de la place Graslin.
En 1905, Hippolyte Durand-Gasselin fait don du Grand-Blottereau à la Ville de Nantes.